# David McMullin
David „Dave“ McMullin (* 30. Juni 1908 in Gwynned Valley, Pennsylvania; † 15. September 1995 in Newton Square, Pennsylvania) war ein Hockeyspieler aus den Vereinigten Staaten, der 1932 eine olympische Bronzemedaille gewann.

## Karriere
McMullin besuchte die Princeton University, für deren Sportteam er Tennis, Fußball und Squash spielte. 
Bei den Olympischen Spielen 1932 in Los Angeles nahmen nur drei Mannschaften am Hockey-Turnier teil. Nachdem die indische Mannschaft die japanische Mannschaft mit 11:1 besiegt hatte, gewannen die Japaner gegen das Team der Vereinigten Staaten mit 9:2. Im letzten Spiel siegte die indische Mannschaft mit 24:1 gegen die Mannschaft der Vereinigten Staaten. McMullin wirkte in beiden Spielen mit und erzielte einen Treffer gegen Japan.
Vier Jahre später nahm McMullin auch an den Olympischen Spielen 1936 in Berlin teil. Dort verloren die Amerikaner alle vier Spiele, bei drei Spielen wirkte McMullin mit.
Nach dem College arbeitete McMullin zunächst in der Investmentbranche, bevor er zur John Wanamaker Co. nach Philadelphia ging. Dort stieg er in die oberste Führungsebene auf, 1974 ging er in den Ruhestand. Bei Wanamaker war er unter anderem für die Durchführung der Millrose Games zuständig, die traditionsreichste Hallen-Leichtathletik-Veranstaltung der Vereinigten Staaten.